# Puncturella cucullata
Puncturella cucullata är en snäckart som först beskrevs av Gould 1846.  Puncturella cucullata ingår i släktet Puncturella och familjen nyckelhålssnäckor. Inga underarter finns listade i Catalogue of Life.